# 曹三用
曹三用（1601年—？），號兼三，直隸蘇州府太倉州民籍，常州府無錫縣人，明朝政治人物。

## 生平
天啟元年（1621年）辛酉科應天鄉試第八十二名舉人，崇禎四年（1631年）中式辛未科會試第六十八名，二甲第十二名進士。工部觀政，授刑部貴州司主事，六年（1633年）任廣西鄉試正考官，七年（1634年）升刑部湖廣司員外郎，八年（1635年）出為河間府知府，十年（1637年）升浙江按察司副使，十一年（1638年）致仕。

## 家族
曾祖曹龍；祖父曹道立；父曹學。